# Política migratoria de la administración de Joe Biden

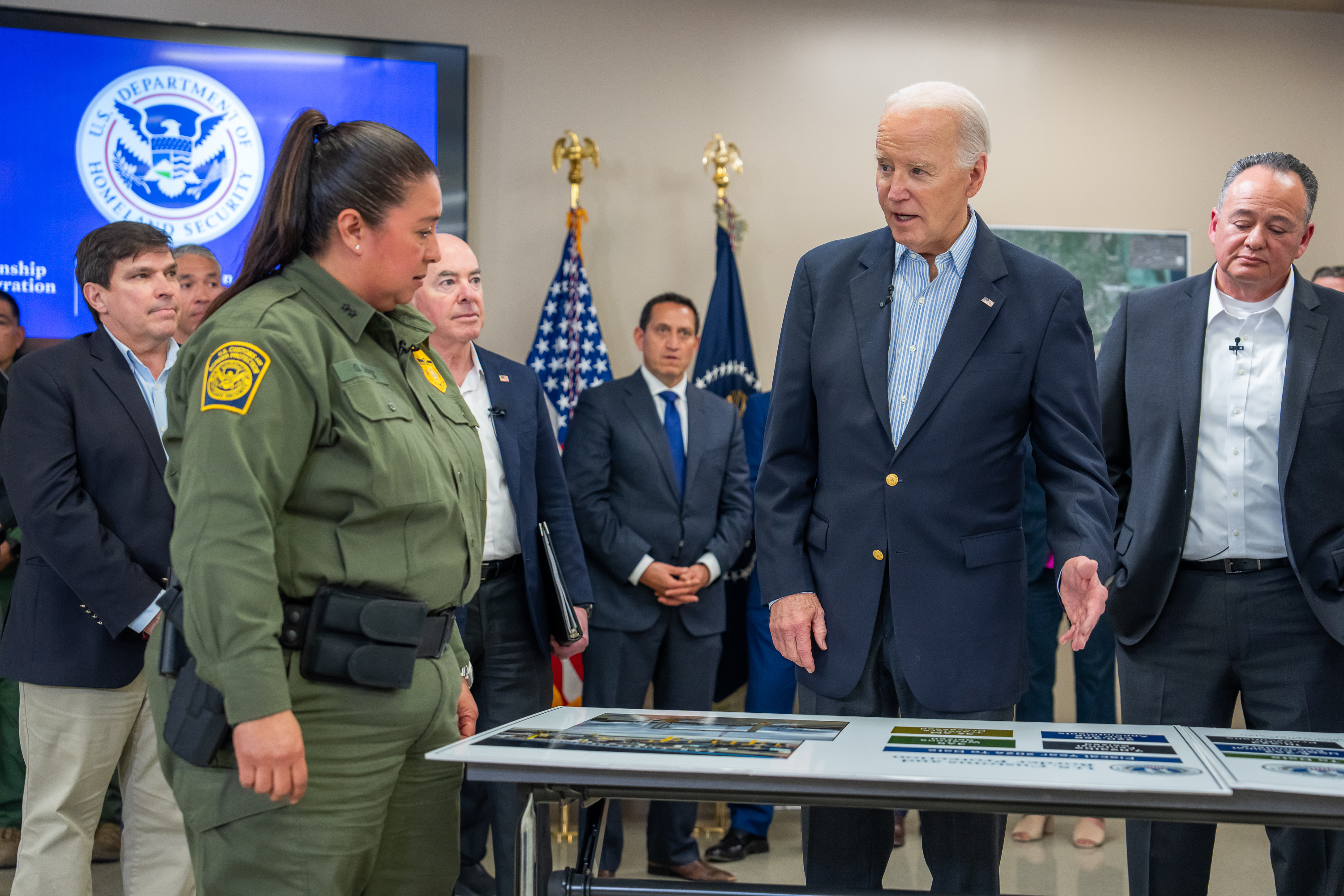
El presidente Joe Biden recibe una sesión informativa operativa de la Patrulla Fronteriza de Estados Unidos, el USCIS y el ICE en la estación de la Patrulla Fronteriza de Brownsville el 29 de febrero de 2024.

La política de inmigración de Joe Biden se centró inicialmente en revertir muchas de las políticas de inmigración de la anterior administración Trump, antes de implementar mecanismos de control más estrictos posteriormente en su mandato.
Durante su primer día en el cargo, Biden dio a conocer la Ley de Ciudadanía Estadounidense de 2021 y revirtió muchas de las políticas de Trump en materia de inmigración, como la paralización de la construcción del muro fronterizo con México, la restricción de viajes, y firmó una orden ejecutiva para reafirmar las protecciones para los beneficiarios de DACA.La administración Biden y el Departamento de Seguridad Nacional, bajo el liderazgo de Alejandro Mayorkas, frenaron las prácticas de deportación del Servicio de Inmigración y Control de Aduanas (ICE), dando prioridad a la seguridad nacional y a los delitos violentos por encima de los delitos menores y no violentos.
Entre enero de 2021 y enero de 2024, la Patrulla Fronteriza de Estados Unidos confirmó más de 7,2 millones de cruces de inmigrantes ilegales a lo largo de la frontera entre Estados Unidos y México, sin contar las evasiones. 2023 fue un año récord con más de 2,5 millones de cruces.Biden se enfrentó a las críticas de los defensores de los inmigrantes por ampliar el Título 42, una restricción fronteriza de la administración Trump que surgió debido a la pandemia de COVID-19, así como por reiniciar el uso de la «expulsión acelerada» de determinadas familias centroamericanas.En enero de 2023, Biden anunció un programa de permiso de permanencia temporal (parole) humanitario para aumentar la admisión de inmigrantes de Cuba, Haití, Nicaragua y Venezuela, al tiempo que anunciaba que su administración tomaría medidas enérgicas contra quienes no utilizaran la vía legal del plan y reforzaría la seguridad fronteriza. Casi 530.000 inmigrantes se acogieron al programa de permiso de permanencia temporal humanitario para agosto de 2024.Biden también introdujo la aplicación CBP One en enero de 2023 para permitir a los migrantes programar citas de asilo en línea, que ha sido utilizada por 813.000 personas hasta agosto de 2024. En mayo de 2023, la Administración Biden aprobó el envío de 1.500 soldados más a la frontera entre Estados Unidos y México tras la expiración del Título 42.
El 23 de junio de 2023, el Tribunal Supremo de Estados Unidos dictaminó que una política de inmigración de la administración Biden que implica la deportación de las personas consideradas como amenazas a la seguridad pública o que fueron detenidos en la frontera podría ser aplicada. Un fallo separado confirmó el enjuiciamiento de las personas que fomentan la inmigración ilegal. El 4 de junio de 2024, Biden aprobó una orden ejecutiva para cerrar la frontera si los cruces ilegales alcanzaban un promedio de 2.500 migrantes al día en una semana determinada. Los encuentros de migrantes posteriormente se redujeron a los niveles de 2020.

## Antecedentes
Más de 86 millones de personas han inmigrado legalmente a Estados Unidos desde 1783, lo que convierte a los inmigrantes en una de las bases de la política exterior estadounidense. Las políticas de inmigración han cambiado de presidente a presidente. Existen diferencias significativas entre las políticas de inmigración de los dos principales partidos políticos, el Partido Demócrata y el Partido Republicano.
La inmigración a Estados Unidos es el desplazamiento internacional de ciudadanos no estadounidenses con el fin de residir permanentemente en el país. La inmigración ha sido una importante fuente de crecimiento demográfico y cambio cultural a lo largo de gran parte de la historia de Estados Unidos.

## Política de inmigración

### Muro fronterizo
El 20 de enero de 2021, poco después de su toma de posesión, Biden detuvo la construcción del muro fronterizo con México propuesto por Trump, poniendo fin a la emergencia nacional declarada por la administración Trump en febrero de 2019.

### Prohibición de viaje
Biden también puso fin a la prohibición de viaje de Trump, una serie de tres órdenes ejecutivas impuestas por Donald Trump a 14 países, la mayoría musulmanes, en enero de 2017.

### Acción Diferida para los Llegados en la Infancia
Biden también reafirmó las protecciones a los beneficiarios de DACA e instó al Congreso a promulgar protecciones permanentes para los 700.000 inmigrantes indocumentados beneficiados por la política.

### Salida Forzosa Diferida
El mismo día, Biden envió un memorando al Departamento de Estado para restablecer la salida forzosa diferida (DED) para los liberianos, aplazando la deportación de cualquier «persona sin nacionalidad que haya residido habitualmente en Liberia por última vez, que esté presente en Estados Unidos y que estuviera bajo una concesión de DED a partir del 10 de enero de 2021» hasta el 30 de junio de 2022.

### Deportaciones
La administración también decretó una pausa en las deportaciones del Departamento de Seguridad Nacional durante los 100 primeros días de la presidencia de Biden.
El 22 de enero de 2021, el Procurador General de Texas, Ken Paxton, demandó a la administración Biden por violar la promesa escrita de Biden de cooperar con el Estado de Texas.
El 26 de enero de 2021, el juez federal Drew B. Tipton paralizó el memorando de deportación de 100 días de la administración Biden, alegando que el estado de Texas «sufriría un daño inminente e irreparable» y que la orden de restricción solicitada por Paxton no perjudicaría a la administración ni al público.
En julio de 2021, Biden reanudó la «expulsión acelerada» de determinadas familias centroamericanas para repatriarlas en semanas en lugar de años. En enero de 2022, el gobierno de Biden deportó a Colombia a migrantes venezolanos sin posibilidad de solicitar asilo tras entrar en Estados Unidos desde México. El Departamento de Seguridad Nacional de Estados Unidos declaró que deportaría a los venezolanos a Colombia «de forma regular», limitándose a los migrantes que residían en Colombia con anterioridad.
En octubre, el gobierno de Biden invocó el Título 42, una medida de la era Trump, para expulsar a México a migrantes venezolanos. Amnistía Internacional y Human Rights Watch criticaron la decisión.El 15 de noviembre de 2022, el Tribunal de Distrito de Estados Unidos para el Distrito de Columbia dictaminó que las expulsiones en virtud del Título 42 constituían una violación de la Ley de Procedimiento Administrativo y que se trataba de una violación «arbitraria y caprichosa» de la Ley. La sentencia exigía al gobierno de Estados Unidos que procesara a todos los solicitantes de asilo en virtud de la ley de inmigración anterior a la aplicación del Título 42. La sentencia fue celebrada por la ACLU, demandante en el caso. En respuesta a la sentencia, un grupo de estados que pretendían mantener la política apeló al Tribunal Supremo de Estados Unidos y, el 19 de diciembre de 2022, el presidente del Tribunal Supremo, John Roberts, mantuvo temporalmente el Título 42 y suspendió la decisión del juez Emmet G. Sullivan. En el año posterior a la finalización del Título 42, el gobierno de Biden deportó a más personas que en ningún otro año desde 2010.
No obstante, en febrero de 2024, Biden deportó o expulsó a una proporción menor de migrantes que cruzaron la frontera que Donald Trump. Las deportaciones del ICE también se redujeron a una media de 35.000 al año, frente a las 80.000 anuales durante la presidencia de Trump.

### Cónyuges irregulares de ciudadanos estadounidenses
En 2020, Biden se pronunció para revertir las acciones de la anterior administración Trump y planeó crear un grupo de trabajo diseñado específicamente para reunir y mantener a las familias separadas de nuevo juntas. El 26 de enero de 2021, Biden anuló la controvertida política de separación familiar que se implementó durante la administración Trump.
El 17 de junio de 2024, Biden anunció un nuevo programa denominado Manteniendo a las Familias Unidas (Keeping Families Together), creado específicamente para los cónyuges legalmente casados de ciudadanos estadounidenses sin estatus legal en el país. En referencia a la antigua ley reservada a los militares desde 1952, la ley se amplió a los cónyuges civiles de ciudadanos estadounidenses casados antes del 17 de junio de 2024. A estos cónyuges se les da la oportunidad de ser sometidos a inspección y admitidos o en régimen de permiso temporal de permanencia en el país para posteriormente tener una vía hacia la ciudadanía a través de su cónyuge. Los nuevos procedimientos permitirán a cualquier cónyuge indocumentado de buen carácter moral, con algunas restricciones discrecionales, que lleve en el país un historial validado de al menos diez años, solicitar el permiso de permanencia temporal in situ, lo que les dará el estatus legal necesario para solicitar posteriormente una autorización legal para trabajar, la residencia permanente y, finalmente, la ciudadanía estadounidense. El controvertido programa fue demandado posteriormente por los distintos fiscales generales de dieciséis estados estadounidenses y actualmente se encuentra suspendido por litigio en el tribunal del distrito este de Tyler (Texas), con fecha de decisión prevista para el 8 de noviembre de 2024.

### Vías legales
La administración Biden ha fomentado vías legales para los inmigrantes, incluyendo la apertura de centros regionales de procesamiento en América Latina para ayudar a los migrantes a solicitar asilo, y ha ampliado el acceso a CBP One, una aplicación móvil para que los migrantes programen citas de asilo.813.000 migrantes entraron legalmente al país a través de México haciendo citas en CBP One entre enero de 2023 y agosto de 2024.

#### Otros programas de permanencia temporal
La administración Biden ha recurrido en gran medida al permiso de permanencia temporal, incluido el permiso de permanencia temporal humanitario de migrantes detenidos, y a programas específicos para determinadas nacionalidades. En virtud de un programa de permiso de permanencia temporal iniciado en 2022, hasta 30.000 migrantes al mes podrían volar legalmente a Estados Unidos desde Cuba, Venezuela, Nicaragua o Haití.
El gobierno de Biden ha argumentado que estos programas ayudan a reducir los cruces ilegales de la frontera entre México y Estados Unidos. Este controvertido programa finalizó en agosto de 2024 debido a la preocupación por las prácticas fraudulentas entre los patrocinadores, después de que aproximadamente 520.000 migrantes hubieran utilizado el programa. Los programas de permanencia temporal han sido objeto de demandas por parte de varios estados liderados por republicanos.

### Frontera con México
En enero de 2022, Biden llamó al presidente mexicano Andrés Manuel López Obrador para hablar sobre inmigración, y allí Biden habló de reducir la inmigración de México a Estados Unidos atacando las causas de raíz, incluyendo 4.000 millones de dólares para ayudar al desarrollo en El Salvador, Guatemala y Honduras.
La Patrulla Fronteriza de Estados Unidos realizó más de 1,7 millones de detenciones de migrantes que cruzaban la frontera entre Estados Unidos y México ilegalmente en el año fiscal 2021, la cifra más alta jamás registrada. Más de 7,2 millones de migrantes en total fueron detenidos entre enero de 2021 y enero de 2024, y hubo más de 1,5 millones de «fugitivos» entre el año fiscal 2021 y 2023.2,3 millones de migrantes fueron autorizados a entrar en el país por la frontera entre 2021 y 2023, en comparación con los 6 millones que fueron detenidos por la CBP.

### Servicio de Control de Inmigración y Aduanas
El 7 de febrero de 2021, Biden comenzó la aplicación de nuevas directrices para los agentes del Servicio de Inmigración y Control de Aduanas, prohibiéndoles o restringiéndoles la búsqueda de deportaciones sobre la base de «delitos basados en drogas (delitos menos graves), asalto simple, DUI, lavado de dinero, delitos contra la propiedad, fraude, delitos fiscales, solicitación o cargos sin condena», como declaró Tae Johnson, director en funciones del ICE, dando prioridad en su lugar a “comportamientos violentos, afiliaciones a bandas bien documentadas” y antecedentes de abusos a menores, asesinatos, violaciones e infracciones graves por drogas. También se impedirían las deportaciones basadas simplemente en delitos graves de al menos 10 años de antigüedad o en afiliaciones «poco sólidas» a bandas. Las directrices también exigían el permiso del director del ICE para que los agentes detuvieran a sospechosos fuera de las cárceles y prisiones. El 7 de febrero de 2021, las directrices estaban pendientes de confirmación por parte del secretario de Seguridad Nacional, Alejandro Mayorkas.
El 27 de febrero de 2021, el gobierno de Biden tomó medidas para ampliar la capacidad del gobierno para albergar a los niños migrantes, en su intento de responder a un aumento de los cruces fronterizos de menores no acompañados, en particular mediante la reapertura de un centro de acogida temporal en Carrizo Springs, Texas.

### Refugiados
El 4 de febrero de 2021, Biden firmó una orden ejecutiva destinada a rescindir algunas de las políticas de inmigración de Trump, en la que también se pedía una revisión para determinar si los solicitantes afganos e iraquíes del visado especial de inmigrante sufrían retrasos indebidos. La orden también pedía un informe sobre el efecto del cambio climático provocado por el hombre en la inmigración medioambiental a Estados Unidos en un plazo de 180 días y revocaba una orden ejecutiva de 2019 que restringía la financiación federal para el reasentamiento de refugiados a menos que los gobiernos estatales y locales lo consintieran. Sin embargo, un juez federal ya anuló la orden en enero de 2020.
En el año fiscal 2022, el gobierno de Biden reasentó a 25.465 personas a través del Programa de Admisión de Refugiados de Estados Unidos, seguido de 60.014 refugiados en el año fiscal 2023. Para el año fiscal 2024, el límite de refugiados se fijó de nuevo en 125.000.

### Asilo
A principios de 2021, la administración Biden emitió una orden ejecutiva que restablecía una política de la era Obama derogada por Trump que concedía asilo a los inmigrantes detenidos que huían de la violencia doméstica o de bandas, permitiéndoles permanecer en Estados Unidos mientras se revisaba su caso.
A partir del 11 de mayo de 2023, el gobierno de Biden estableció nuevas restricciones para los solicitantes de asilo en la frontera con México con el fin de disuadir a las personas que llegan a la frontera de forma ilegal. El DHS y el DOJ finalizaron una nueva norma que entraría en vigor una vez finalizado el Título 42 para incentivar aún más a las personas a utilizar vías legales, seguras y ordenadas.La norma presume que quienes no utilicen vías legales para entrar en Estados Unidos no tienen derecho a asilo y permite a Estados Unidos expulsar a quienes no demuestren un temor razonable de persecución o tortura en el país de expulsión. Los no ciudadanos sólo pueden refutar esta presunción basándose en circunstancias excepcionalmente apremiantes. La ACLU desafió inmediatamente la regla como una continuación de una regla anterior de la administración Trump que fue prohibida en 2018.
El 4 de junio de 2024, Biden aprobó una orden ejecutiva para cerrar la frontera si los cruces ilegales alcanzaban una media de 2.500 inmigrantes al día en una semana determinada.
La orden suspendía la protección de los solicitantes de asilo que no tuvieran un «temor creíble» de necesitar asilo, lo que permitía la deportación inmediata de los inmigrantes no autorizados. La orden entró en vigor inmediatamente después de su firma debido a que se había alcanzado el umbral de más de 2.500 encuentros fronterizos diarios para su ejecución.Como parte de la nueva medida, la administración Biden anunció el cierre del Centro Residencial Familiar del Sur de Texas, el mayor centro de detención de inmigrantes de Estados Unidos. La principal razón aducida para esta decisión fue el elevado costo de funcionamiento del centro.